# Chirothecia rosea
Chirothecia rosea är en spindelart som först beskrevs av Pickard-Cambridge F. 1901.  Chirothecia rosea ingår i släktet Chirothecia och familjen hoppspindlar. Inga underarter finns listade i Catalogue of Life.